# Cyperus noeanus
Cyperus noeanus là loài thực vật có hoa trong họ Cói. Loài này được Boiss. mô tả khoa học đầu tiên năm 1882.